# Кармакшинский район
Кармакшинский район (каз. Қармақшы ауданы), также известен как Кармакчинский район — административная единица, район в составе Кызылординской области Казахстана.
Население — 54 265 человек (2019 год, без учёта города Байконур).
Районный центр — село Жосалы.
Река Сырдарья пересекает территорию района. По территории района проходит автомобильная трасса Самара — Шымкент и железная дорога.
На территории Кармакшинского района расположены археологические памятники Джетыасар и Жалпакасар, руины крепости Жусандала.
На территории Кармакшинского района расположен арендованный Россией комплекс Байконур.
С 1932 года выходит районная газета «Қармақшы таңы» на казахском языке.

## Природа
Территория района полностью расположена в Туранской низменности. На севере простираются песчаные холмистые пустыни Жинишкекум и Кольдыкум — части Приаральских Каракум, в центральной части района расположены Алакая и Жосалинская степь, на юге — холмистые пески Кызылкумов. Высочайшая точка — гора Таргыл (160 м) находится в северной части района. В недрах обнаружены запасы природных строительных материалов. Климат континентальный. Среднегодовые температуры января −9—13°С, июля 27—29°С. Среднегодовое количество осадков — 100—150 мм. По центральной части района протекает река Сырдарья. Сооружены оросительные каналы Кармакшы и Шиели. По южной части проходят древние русла Сырдарии — Жанадария, Инкардарья и др. Почвы на севере бурые, песчанисто-бурые, глинистые, в центральной части — песчанисто-бурые, бело-серые. В долине и пойме Сырдарьи почвы луговые и лугово-болотистые. Произрастают полынь, житняк, боялыч, синюха голубая, чёрный саксаул, камыш, тростник, чернотал, джида, тамариск, чингиль, чий и другие растения. Из млекопитающих водятся волк, лиса, барсук, заяц-толай; из птиц — гуси, утки, фазаны, цапли и др.

## Административное деление
Кармакшинский район состоит из 13 сельских округов, в которых находятся 22 сельских населённых пункта:
| Сельский округ                     | Населённые пункты                                                                                |
| Акайский сельский округ            | село Акай                                                                                        |
| Акжарский сельский округ           | село Акжар                                                                                       |
| Актобинский сельский округ         | село Актобе                                                                                      |
| Сельский округ им. Алдашбай Ахуна  | село имени Алдашбай Ахуна                                                                        |
| Дауылкольский сельский округ       | село Турмаганбет                                                                                 |
| Жанажолский сельский округ         | село Дур Онгар                                                                                   |
| Жосалинский сельский округ         | станция Дирментобе, село Жосалы, станция Коркыт, село Ордазы, разъезд Сарытогай, село Торебай би |
| Иркольский сельский округ          | село Иркольское                                                                                  |
| Комекбаевский сельский округ       | село Кекирели, село имени Комекбаева, село Шобанказган                                           |
| Кармакшинский сельский округ       | село Абыла, село Анаколь, село Кызылтам                                                          |
| Куандарьинский сельский округ      | село Куандария                                                                                   |
| Торетамский сельский округ         | посёлок Торетам                                                                                  |
| 3 интернациональный сельский округ | село Третий интернационал                                                                        |

## Уроженцы
- Кете Жусип Ешниязулы
- Изтлеуов, Турмагамбет
- Рустембеков, Кошеней
- Куланбай Алдонгарович Копишев